# United States House Committee on Transportation and Infrastructure
Das United States House Committee on Transportation and Infrastructure (deutsch: Ausschuss für Transport und Infrastruktur) ist ein ständiger Ausschuss des Repräsentantenhauses der Vereinigten Staaten. Derzeitiger Vorsitzender ist Samuel Bruce Graves (R-MO), Oppositionsführer (Ranking Member) ist Richard Ray Larsen (D-WA).

## Aufgabenbereich
Der Ausschuss für Transport und Infrastruktur befasst sich mit allen Belangen der Infrastruktur. Die Aufgaben des Ausschusses sind aber nicht nur auf die klassische Infrastruktur wie Straßen an Land und Wasser sowie Eisenbahnstrecken begrenzt, sondern betreffen auch das Kapitol und die Gebäude des Senats und des Repräsentantenhauses sowie aller Gebäude und Grundstücke der Bundesregierung. Außerdem fällt die United States Coast Guard in seine Zuständigkeit.

## Mitglieder

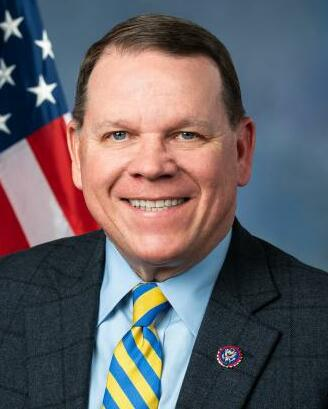
Sam Graves, derzeitiger Vorsitzender des Ausschusses für Transport und Infrastruktur

Im 118. Kongress besteht der Ausschuss aus 35 Republikanern und 30 Demokraten. Es gibt sechs Unterausschüsse (Subcommittees).
| Republikaner | Demokraten |
| --- | --- |
| - Samuel Bruce Graves, Chairman - Eric Alan Rick Crawford - Daniel Alan Webster - Thomas Harold Massie - Scott Gordon Perry - Brian Philip Babin - Garret Neal Graves - David Cheston Rouzer - Michael Joseph Bost - Douglas Lee LaMalfa - Bruce Eugene Westerman - Brian Jeffery Mast - Jenniffer Aydin González-Colón - Peter Allen Stauber - Timothy Floyd Burchett - Dustin M. Johnson - Jefferson H. Van Drew - Michael Patrick Guest - Troy Edwin Nehls - Lance Carter Gooden - Tracey Robert Mann - Clarence Burgess Owens - Rudolph Chester Yakym III - Lori Michelle Chavez-DeRemer - Charles Marion Edwards - Thomas Howard Kean Jr. - Anthony P. D’Esposito - Eric Wayne Burlison - John Edward James - Derrick Francis Van Orden - Brandon Williams - Marcus J. Molinaro - Michael Allen Collins Jr. - Walter Michael Ezell - John Scott Duarte - Aaron Paul Bean | - Richard Ray Larsen, Ranking Member - Eleanor Holmes Norton - Graciela Flores Napolitano - Stephen Ira Cohen - John Raymond Garamendi - Henry Calvin Johnson, Jr. - André D. Carson - Alice Constandina Titus - Jared William Huffman - Julia Andrews Brownley - Frederica Smith Wilson - Donald Milford Payne Jr. - Mark James DeSaulnier - Salud Ortiz Carbajal - Gregory John Stanton, Vice Ranking Member - Colin Zachary Allred - Sharice Lynnette Davids - Jesús G. „Chuy“ García - Christopher Charles Pappas - Seth Wilbur Moulton - Jacob Daniel Auchincloss - Marilyn Strickland - Troy Anthony Carter - Patrick Kevin Ryan - Mary Sattler Peltola - Robert Jacobsen Menendez Jr. - Valerie Anne Hoyle - Emilia Strong Sykes - Valerie Paige Foushee |

## Unterausschüsse
| Subcommittee                                                     | Übersetzung                                                            | Chair (Vorsitz)         | Ranking Member             |
| ---------------------------------------------------------------- | ---------------------------------------------------------------------- | ----------------------- | -------------------------- |
| Aviation                                                         | Luftfahrt                                                              | Garret Neal Graves      | Stephen Ira Cohen          |
| Coast Guard and Maritime Transportation                          | Küstenwacht und Seetransport                                           | Daniel Alan Webster     | Salud Ortiz Carbajal       |
| Economic Development, Public Buildings, and Emergency Management | wirtschaftliche Entwicklung, öffentliche Gebäude und Notfallmanagement | Scott Gordon Perry      | Alice Constandina Titus    |
| Highways and Transit                                             | Schnellstraßen und Transitverkehr                                      | Eric Alan Rick Crawford | Eleanor Holmes Norton      |
| Railroads, Pipelines, and Hazardous Materials                    | Eisenbahnen, Pipelines, and Gefahrstoffe                               | Troy Edwin Nehls        | Donald Milford Payne Jr.   |
| Water Resources and Environment                                  | Wasserressourcen und Umwelt                                            | David Cheston Rouzer    | Graciela Flores Napolitano |